# Liste von Burgen, Schlössern und Festungen in Rumänien
Diese Liste führt (noch unvollständig) Burgen, Festungen, Kirchenburgen, Schlösser und Wehrklöster in Rumänien auf.
1. Marienburg, Feldioara (Marienberg), Kreis Brașov
2. Zitadelle Alba Carolina, Alba Iulia (Karlsburg), Kreis Alba
3. Alexandru-Ghica-Palast, Moara Vlăsiei-Căciulați, Kreis Ilfov
4. Festung Arad, Arad, Kreis Arad
5. Schloss Bánffy, Bonțida (Bruck), Kreis Cluj
6. Burg Bethlen-Haller, Cetatea de Baltă
7. Schloss Bran, Bran (Törzburg), Kreis Brașov
8. Brukenthal’sche Sommerresidenz, Avrig (Freck), Kreis Sibiu
9. Schloss Csernovics, Macea (Matscha), Kreis Arad
10. Cetatea Tricule, Svinița, Kreis Mehedinți am Ufer der Donau
11. Chindia-Turm, Târgoviște, Kreis Dâmbovița
12. Burgruine Colț, Râu de Mori (Mühlendorf), Kreis Hunedoara
13. Schloss Cotroceni, Bukarest
14. Burgruine Deva, Deva, Kreis Hunedoara
15. Burg Făgăraș, Făgăraș (Fogarasch), Kreis Brașov
16. Fürstenhof Târgoviște (Curtea Domnească), Târgoviște, Kreis Dâmbovița
17. Schloss Gilău, Gilău (Gela), Kreis Cluj
18. Burg Hunedoara, Hunedoara (Eisenmarkt), Kreis Hunedoara
19. Schloss Hunyadi, Timișoara (Temeswar), Kreis Timiș
20. Burg Kelling (Festung Câlnic), Câlnic (dt. Kelling)
21. Schloss Kendeffy, Sântămăria-Orlea (Liebfrauen), Kreis Hunedoara
22. Burg Lazar (Castelul Lazar), Lăzarea, Kreis Harghita
23. Burg Mălăieşti (auch Burg Saracinesti, rumänisch Cetatea Mălăieşti (Saracinesti)), Sălașu de Sus-Mălăieşti
24. Burg Mikó (Castelul Mikó), Miercurea Ciuc, Kreis Harghita
25. Schloss Mogoșoaia, Bukarest
26. Burg Neamț, Târgu Neamț, Kreis Neamț
27. Schloss Peleș, Sinaia, Kreis Prahova
28. Schloss Pelișor, Sinaia, Kreis Prahova
29. Burg Poenari, Arefu, Kreis Argeș
30. Bauernburg Râșnov, Râșnov (Rosenau), Kreis Brașov
31. Burg Rupea, Rupea (Reps), Kreis Brașov
32. Burgruine Saschiz, Saschiz (Keisd), Kreis Mureș
33. Schloss Săvârșin, Săvârșin (Soborschin), Kreis Arad
34. Burgruine Schwarzburg (Cetatea Neagra; auch: castrum Feketewholum), Codlea (Zeiden), auf dem Zeidner Berg
35. Burg Suceava, Suceava (Suczawa), Kreis Suceava
36. Burg Sighișoara (lat. Castrum Sex, später Saxoburgum),[1] Sighișoara (Schäßburg), Kreis Mureș
37. Burgruine Șiria, Șiria (Hellburg), Kreis Arad
38. Burgruine Slimnic, Slimnic (Stolzenburg), Kreis Sibiu
39. Burgruine Șoimoș (Falkenstein), Șoimoș (Schojmosch), Kreis Arad
40. Festung Temesvár, Timișoara (Temeswar), Kreis Timiș
41. Wehrkloster Zamca, Suceava (Suczawa), Kreis Suceava
42. Burg Kronstadt (Cetățuia), Brașov (Kronstadt), Kreis Brașov
43. Schloss Konopi, Odvoș (Odwosch), Kreis Arad
44. Schloss Salbek, Petriș (Petrisch), Kreis Arad
45. Burg Schäßburg, Sighișoara
46. Kirchenburg Straßburg, Aiud (Straßburg am Mieresch)
47. Festung Târgu Mureș (Burg Mieresch), Târgu Mureș
48. Jagdschloss Zichy, Gheghie (ungarisch Körösgégény), Kreis Bihor
49. Schloss Bethlen (Sânmiclăuș), Sânmiclăuș (Klosdorf), Kreis Alba
50. Schloss Teleki, Uioara de Sus (Oberdorf), Kreis Alba
51. Schloss Béldy Ladislau, Budila (Bodeln), Kreis Brașov
52. Schloss Sükösd-Bethlen, Racoș (Ratsch), Kreis Brașov
53. Schloss Haller, Coplean (ungarisch Kaplyon), Kreis Cluj
54. Schloss Kemény-Bánffy, Luncani (Neusatz), Kreis Cluj
55. Schloss Schilling, Corneni (ungarisch Szilkerék), Kreis Cluj
56. Schloss Nalatzi-Fay, Nălațvad (Schiffenschütz), Kreis Hunedoara
57. Schloss Bethlen, Criș (Kreisch), Kreis Mureș
58. Schloss Haller, Sânpaul (Paulsdorf), Kreis Mureș
59. Schloss Haller, Ogra (Ugern), Kreis Mureș
60. Schloss Pekri, Ozd (Thürendorf), Kreis Mureș
61. Schloss Ugron, Zau de Câmpie (ungarisch Mezőzáh), Kreis Mureș
62. Schloss Haller,[2] Gârbou (Gorbau), Kreis Sălaj
63. Schloss Apafi,[3] Dumbrăveni (Elisabethstadt), Kreis Sibiu
64. Schloss Ghika,[4] Dofteana, Kreis Bacău
65. Schloss Cantacuzino-Pașcanu-Waldenburg,[5] Lilieci, Kreis Bacău
66. Schloss Sturdza,[6] Miclăușeni, Kreis Iași
67. Schloss Cantacuzino, Bukarest
68. Schloss Cantacuzino,[7] Bușteni, Kreis Prahova